# Juan León Mera
Juan León Mera Martínez (Ambato, 28 de junio de 1832-Ambato, 13 de diciembre de 1894), fue un ensayista, novelista, poeta, historiador, político conservador, y pintor ecuatoriano. Entre sus obras más destacadas se encuentra la letra del Himno Nacional del Ecuador y la novela Cumandá (1879). Además, en su vida política fue partidario del presidente Gabriel García Moreno. En la pintura fue uno de los pocos pintores romanticistas y de los primeros costumbristas que enriquecieron las artes plásticas durante las primeras décadas republicanas.

## Biografía

### Primeros años
Juan León Mera nació en Ambato el 28 de junio de 1832 y murió a los 62 años en la villa de ambato el 13 de diciembre de 1894. Su madre, Josefa Martínez Vásconez, crio sola a su hijo, debido a que su esposo Pedro Antonio Mera Gómez ― un comerciante quiteño de origen gallego - la abandonó durante su embarazo. Su infancia fue humilde, y en sus primeros años de vida residió en la finca Los Molinos, ubicada cerca de un pueblo pobre Atocha, a 3 km al noreste de la villa de Ambato. Para poder mantener a la familia, su abuela materna alquilaba esta finca a su hermano Pablo Vásconez, que era un activista político que luchaba contra las políticas de Juan José Flores. Recibió su educación en el hogar, la cual estuvo en gran medida a cargo de su tío abuelo, al igual que de su tío el doctor Nicolás Martínez. Por esta razón aprendería por su propia cuenta, lo que haría que destaque como autodidacta, haciendo uso de su biblioteca familiar. Desde joven mostraría habilidad con los idiomas aprendiendo latín, idioma en el que leía la vida de los santos, y también aprendió francés e italiano.
A los veinte años de edad viajó a Quito para recibir clases de pintura con el afamado artista pictórico Antonio Salas, donde aprendió el manejo del óleo y las acuarelas. Su experiencia en la pintura además se va a ver reflejado en sus descripciones literarias, especialmente en Cumandá. Esto a su vez influenciaría en su familiar político, también escritor y pintor Luis A. Martínez, cuya obra se desarrollaría como una respuesta desde el punto de vista liberal, tanto en pintura como literatura.

### Carrera literaria

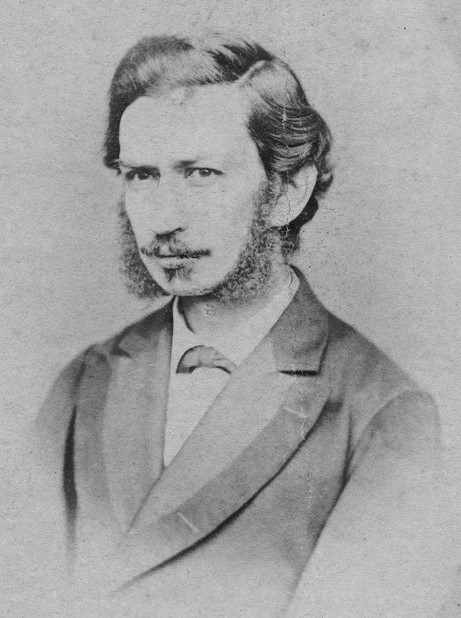
Mera en 1870

Juan León Mera fue uno de los escritores más importantes en el siglo XIX y su obra se enmarca en la narrativa, con su destacada novela "Cumandá", (publicada en Quito en 1879 y luego en Madrid en 1891), en el verso con publicaciones como la "Virgen del Sol" y "Melodías Indígenas", y además en la crítica literaria con su importante contribución "Ojeada Histórico Crítica sobre la Poesía Ecuatoriana". Publicó también una antología de poesía ecuatoriana y varios cantos y leyendas con temas políticos e históricos como "Mazorra" o "Ultimos momentos de Bolívar". Su carrera inició en el año de 1854 cuando se publicaron sus primeros versos de poesía en el periódico La Democracia, con la ayuda del escritor Miguel Riofrío. Dentro de sus influencias literarias se encontraron Martínez de la Rosa y José Zorrilla. Respecto a este último, tuvo una influencia marcada que se puede ver en las advocaciones al pasado incaico, similar a lo que sería el mundo godo-árabe en el escritor español. Esto lo dice de manera explícita en «El poeta indiano», y además se puede ver en La Virgen del sol (1861), publicada después de la edición de la Historia del Reino de Quito, de Juan de Velasco
Siempre relacionado con el ambiente literario del momento, era amigo de Pedro Fermín Cevallos, importante historiador y jurista, con quien en 1874 fundó la Academia Ecuatoriana de la Lengua. Esto a futuro le permitiría ser miembro de la Real Academia Española y que como agradecimiento ante tal honor escribiría Cumandá. Además en 1890 fue miembro del Ateneo de Quito, del cual fue su presidente por un año hasta 1891. El 2 de abril de 1891 en una velada artística, fundó el Ateneo de Quito, que funcionó en su casa de la calle Rocafuerte de Quito. Se relacionó también con el poeta romántico Julio Zaldumbide, quien a pesar de sus diferencias políticas reconoció su mérito y le ofreció publicar sus poemas. Con Zaldumbide mantuvo correspondencia importante donde discutían sobre el concepto de "americanismo" y la relación entre la expresión literaria del mundo indígena y la preservación de la unidad del castellano. Este tema lo desarrollaría posteriormente en su "Ojeada histórico crítica". Este mismo tema tendría eco en España, junto a la interpretación de la conquista española, lo que sería objeto de debate que incluiría a Juan Valera con sus Cartas americanas (1889).

### Himno Nacional del Ecuador
Su filiación con el partido conservador, además de sus dotes literarios le perfilaron como la persona idónea para la composición del Himno Nacional de su país. Esto se llevaría a cabo el 26 de septiembre de 1860 en el gobierno de Gabriel García Moreno, se decretó el restablecimiento de la antigua bandera tricolor colombiana para reemplazar la bandera establecida después de la Revolución Marcista con los colores blanco y celeste. Uno de los considerandos fue: "Que la bandera nacional del Ecuador es la gloriosa bandera tricolor, con la cual conquistó su independencia en los campos de batalla." A los 33 años de edad, junto con Antonio Neumane Mera compuso el Himno Nacional de la República del Ecuador, titulado Salve, oh patria. Hubo polémica por la letra del himno y algunos sectores protestaron porque tenía un tono demasiado contrario a España. El propósito del autor fue homenajear a los próceres del "Primer grito de la independencia" y su actitud fue reforzada por el ataque de la flota española a las naciones del Pacífico en 1865. En 1888, Juan León Mera respondió a las insistencias de cambiar la letra del Himno Nacional con su famosa frase: "No cambiaré la letra del himno nacional porque no es letra de cambio". Las críticas al Himno se mantuvieron durante el siguiente siglo hasta que en el gobierno de Carlos Julio Arosemena Tola, se pidió en 1947 a Aurelio Espinosa Pólit y a Juan León Mera Iturralde (su hijo), para que estudien las versiones que se conocían. El debate concluyó en 1948, cuando el Congreso declaró intangible al Himno en letra y música. Hoy en día por esta razón generalmente solo se canta la segunda estrofa y los coros.

### Carrera política

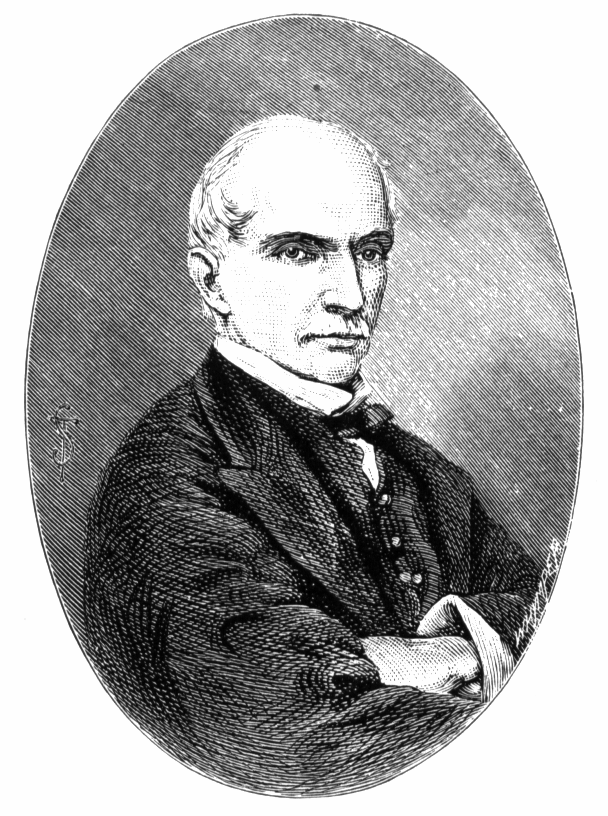
García Moreno

Juan León Mera tuvo una carrera política importante y fue un destacado servidor público. Su carrera cobró fuerza a partir de que el partido conservador, de la mano de García Moreno llegó al poder, sin embargo continuó después de la muerte de García Moreno bajo los gobiernos progresistas. Por esta razón Mera fue una de las personalidades más destacadas en el ámbito político y cultural de la segunda mitad del siglo XIX. Empezaría trabajando como Secretario del Consejo de Estado en 1860, lo que continuaría un año más tarde cuando representaría a su provincia Tungurahua como diputado en el Congreso Nacional. Esto daría inicio a su larga carrera en la función legislativa de su país. Sin embargo en paralelo también fungió como servidor público, llegando a administrar de Correos en su ciudad Ambato en el año de 1863. Tres años más tarde sería nombrado Secretario de la Cámara del Senado, esto marcaría su transición como diputado a senador, lo que daría más fuerza a su influencia política. Su vocación por el servicio público no le impedía a pesar de sus éxitos políticos formar parte de cargos administrativos. Por esta razón, después de dejar la administración de correos en cambio serviría dentro del Ministerio de lo Interior, aunque en esta ocasión con cargo de Oficial Mayor. Esto además le permitiría destacar como una persona confiable en el partido conservador lo que le permitiría, desde 1873 hasta 1890 ser el gobernador de la provincia de Tungurahua. Por si fuera poco, en paralelo, durante estas casi dos décadas que fue gobernador, continuó con su participación en la función legislativa por lo que en 1883 representaría a Tungurahua dentro del Senado con mucho éxito, llegando a ser el vicepresidente de dicha cámara. Por otro lado también colaboró como Ministro del Tribunal de Cuentas de Quito durante los años 1875 hasta 1894. En 1886 fue Senador pero en este caso representando a la provincia de Pichincha y en esta ocasión logró llegar a ser Presidente de la Cámara del Senado. Después de dejar su cargo como gobernador de Tungurahua, asumiría ahora la gobernación de la provincia de León, actualmente conocida con el nombre de Cotopaxi. Al final de su vida en 1891 sería el presidente del Tribunal de Cuentas de Quito. A pesar de su larga carrera política, esta se vería afectada por el asesinato de García Moreno y también el envenenamiento del obispo Checa y Barba, a los cuales dedicaría algunas publicaciones como un poema y una biografía al expresidente y un ensayo al sacerdote.

### Fallecimiento
Falleció en la villa de Ambato, el 13 de diciembre de 1894, dejando sin concluir una apología de Gabriel García Moreno que fue publicada póstumamente y la epopeya de Huayna Cápac.

## Resumen de su obra

### Cultura e identidad nacional
Dentro de Ecuador, el papel de Mera fue fundamental para la formación de la identidad como país durante sus primeros años de la república. Después de la Guerra peruano-ecuatoriana (1858-1860), ese país quedó al borde del colapso y se crearon cuatro gobiernos en paralelo y una guerra civil. García Moreno sería la figura importante para la resolución del conflicto y la reunificación definitiva. Con este contexto la obra de Mera fue clave desde el ámbito cultural para devolver unidad a Ecuador, un rol que lo cumplió a cabalidad al componer el Himno Nacional del Ecuador, escribir Cumandá, intentando dar una historia común a los pobladores de ese territorio, recopilando en antologías de las poesías que se habían escrito como por ejemplo con su Ojeada histórico crítica. Por estar razón, jugó un papel similar al que haría Juan de Velasco un siglo antes: ambos fueron formadores de la identidad nacional.

### La virgen del sol
Aunque Juan León Mera pasó a la historia como novelista, gran parte de su trabajo giró en torno a la poesía. Su trabajo es abundante en este género. Más allá de sus contribuciones a la crítica que se centró en la poesía antes que en la prosa, como en la "Ojeada histórico crítica de la poesía ecuatoriana", también destacó con sus obras como La virgen del sol, que sería reeditada en 1887 en Barcelona junto a unos fragmentos líricos sobre pobladores aborígenes y a tradiciones de la época colonial con el título de "Melodías indígenas". Estas desarrollaron el tema indígena de igual manera que Cumandá, pero lo hacen retrayéndose a un pasado legendario, con miras hacia lo mítico, narrando algo que sería repetido en futuras ocasiones por otros escritores ecuatorianos: la resistencia de Rumiñahui después de la muerte de Atahualpa, la conquista y por último la huida con el tesoro escondido de Quito. El manejo del lenguaje fue importante puesto que incluyó palabras en quichua, además de los personajes históricos que participaron en las leyendas. Estos libros serían escritos décadas antes de Cumandá y corresponden al periodo inicial de la carrera de Mera, como una de sus primeras obras en las que probó suerte en el género poético. La obra alternaría entre hexasílabos, heptasílabos, endecasílabos y alejandrinos. Es una verdadera novela escrita en cerca de 5500 versos que continúa la lírica de José Joaquín de Olmedo desarrollada al inicio de ese siglo con su poema "La victoria de Junín", con motivo de las independencias. Aunque, vale mencionar, que probablemente sea cerca de cinco veces más extensa, aunque la calidad de su versificación ha sido puesta en duda. Los personajes Cisa y Tito, comparten rasgos que después serán replicados en Cumandá y Carlos, como la resistencia, fidelidad, drama y peligros. 

### Cumandá o un drama entre salvajes

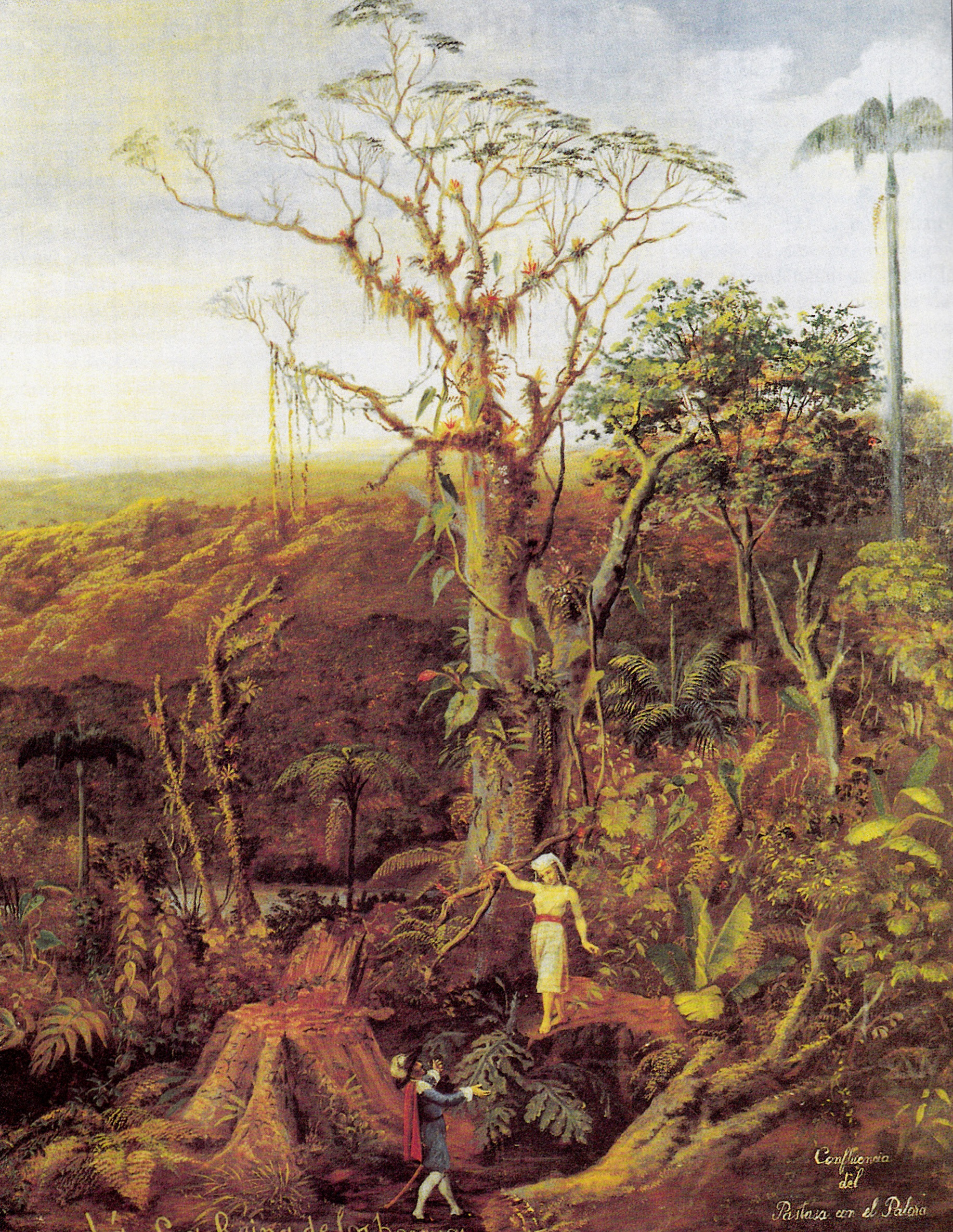
Cumandá, la Reina de los bosques - Rafael Salas

Debido a la importancia de Mera durante el siglo XIX, Cumandá se convirtió en la novela nacional y todavía se mantiene importante en la actualidad. La crítica a esta obra se ha hecho a lo largo de toda su historia y desde las más distintas corrientes. Desde una lectura tradicional que la considera como una novela que forma parte de las corrientes del romanticismo e indianismo, hacia una interpretación más política religiosa que la interpretan como una justificación del estado teocrático hasta interpretaciones desde el poscolonialismo que juegan con la paradoja que enfrenta la obra por intentar al mismo tiempo ser una propuesta de proyecto nacional pero al mismo tiempo deja por fuera a una gran parte de la población al considerarla salvaje. La temática de las novelas románticas que se resume en civilización o barbarie crea la tensión que desarrolla toda su obra y que posteriormente fue enfrentada por la crítica. 
El clímax de la novela se desarrolla entre el sacrificio de Cumandá por amor a una persona que no es de su tribu, y el hecho de descubrir posteriormente su verdadera identidad como persona blanca, por lo que su amor romántico inicialmente corresponde a un amor fraternal al final. Estos elementos los explora Mera creando suspenso, conmoviendo y al final sorprendiendo con la tragedia de la muerte de sus protagonistas con la que termina la obra que, a pesar de ese final, no deja de ser moralista ni abandona la propuesta de ser la novela del nuevo país, recién fundado por García Moreno tras superar la grave guerra civil ecuatoriana de 1859-1860 que casi la divide en cuatro regiones. Queda al final la religión católica como la solución para unir a las distintas regiones de una nación dividida, siguiendo el ejemplo del sacrificio por el otro que Cumandá estaba dispuesta a realizar. Esta ética sería tan fuerte que a pesar de que pasen muchos años y conscientemente Cumandá ya no lo pueda identificar, sigue manteniendo una ética cristiana que pone al otro primero, lo que es la base de la civilización, según Mera y que contrasta con la barbarie de las otras tribus salvajes que roban, matan y pelean.
Su novela, si bien no fue la primera escrita en Ecuador (siendo esta la Emancipada de Miguel Riofrío), sí es probablemente la más influyente por lo que ha sido reproducida tanto en el cine, ópera y danza a lo largo del siglo XX.

### Crítico literario

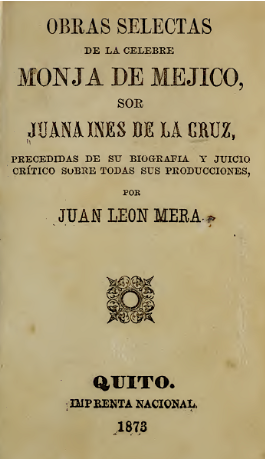
Estudio de la obra de Sor Juana Inés de la Cruz por Mera

Además de escribir la letra del himno nacional, y buscar la creación de la novela nacional, el proyecto de Mera se complementa con la crítica literaria. A través de su "Ojeada histórico crítica", busca no fundar desde cero, haciendo tábula raza, sino rescatar una tradición que estuvo allí antes y ubicarse en ese contexto. Por ello escribió su libro, según confesó con dos objetivos: hacer una historia de la literatura, algo que continuaría Isaac J. Barrera el siguiente siglo, y contribuir a la formación de los jóvenes literatos. Es por eso que su "ojeada" es al mismo tiempo histórica para difundir los poetas nacionales (que a pesar de que está naciendo el Ecuador, ya estuvieron allí, antes que Mera) y al mismo tiempo crítica para fomentar la formación del buen gusto. El libro empieza por lo tanto con "indagaciones sobre la poesía quichua" que balancean las lecturas demasiado costumbristas del mundo indígena que realiza en Cumandá. Ahora Mera se muestra más empático y resalta el valor del mundo indígena incluyéndolo al inicio de su obra. Prosigue con autores de la Real Audiencia de Quito, como Aguirre, Aillón, Orozco, Fortunato, Velasco, Ullauri. Ya en el siglo XIX destaca la poesía de Olmedo, Veintimilla, Zaldumbide, Riofrío, Carvajal y termina con tres capítulos que más que historiográficos son reflexivos en donde desarrolla los "vicios principales de la poesía americana", el impacto de los estudios en el atraso de la literatura y termina con una pregunta: ¿es posible dar un carácter nuevo y original a la poesía Sudamericana? debate frecuente en su obra que gira alrededor del americanismo y la lengua. Por otro lado también recogería varios poemas en la obra "Cantares del pueblo ecuatoriano". Obra que sería importante referencia para el estudio de la literatura decimonónica por el crítico Hernán Rodríguez Castelo, quien cuestionaría el marcado antigongorismo en la crítica de Mera. Por último, Mera también se dedicó a la crítica de la obra de la poetisa novohispana Sor Juana Inés de la Cruz, con un estudio completo titulado "Obras selectas de célebre monja de México" en el que aborda su vida y sus principales poesías divididos en romances, décimas, redondillas, glosas, quintillas, sonetos, canciones, odas, silvas y epigramas.  

### Academia Ecuatoriana de la Lengua

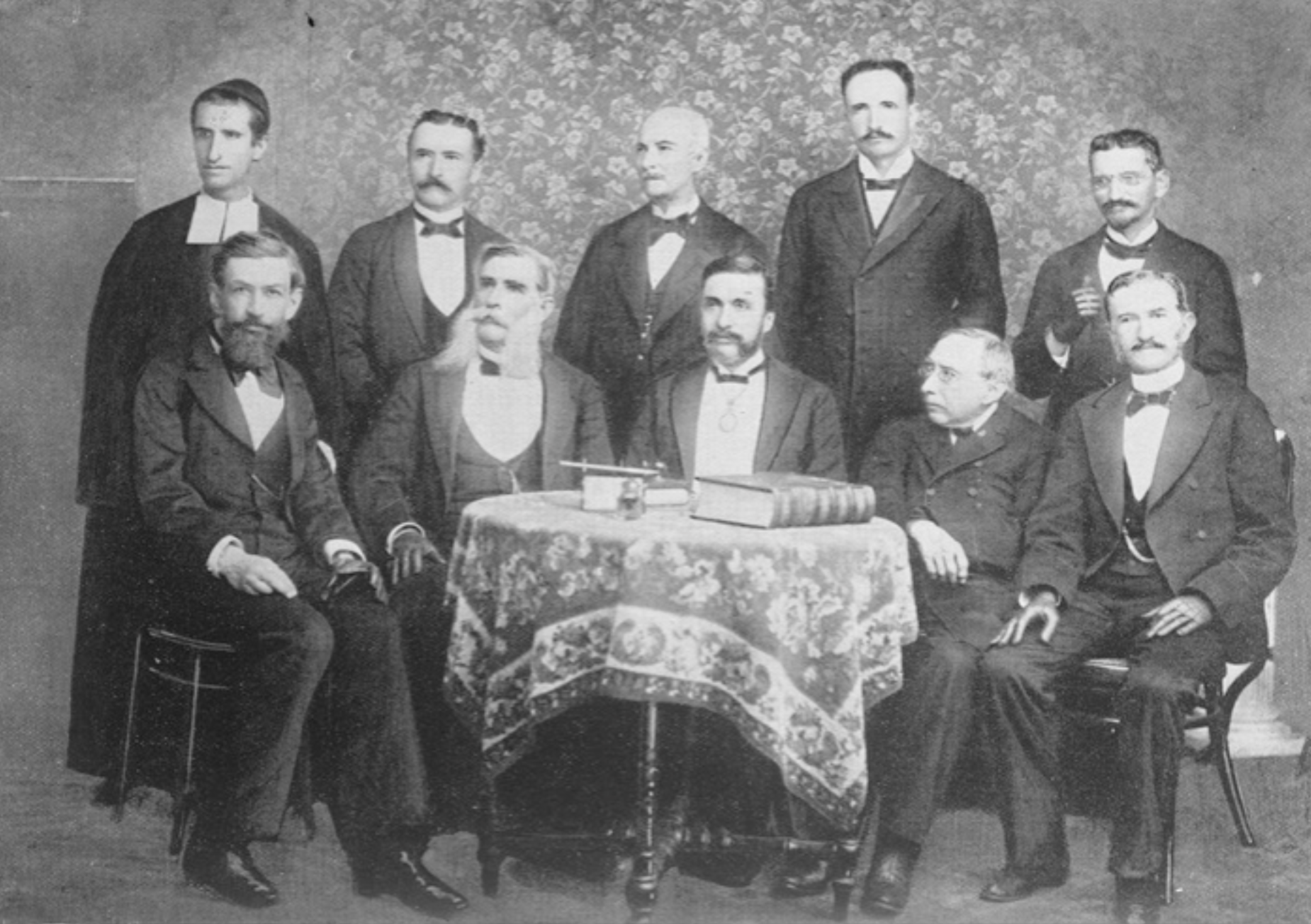
Fundación de la Academia Ecuatoriana de la Lengua De pie, de izq-der: Hermano Miguel, Roberto Espinosa, Miguel Egas, Carlos R. Tobar y Quintiliano Sánchez. sentado, de izq-der: Juan León Mera, Luis Cordero, Julio Castro, Pablo Herrera y José Modesto.

Con Juan León Mera nace la institución cultural más antigua de Ecuador: la Academia Ecuatoriana de la Lengua. El 4 de mayo de 1875, mientras García Moreno era presidente, en la casa del historiador y jurista Pedro Fermín Cevallos se oficializó la creación de la academia y que ya había sido comunicado su creación a Madrid en meses anteriores. Por esa razón muchas veces se establece 1874 como el año de creación. Después de Colombia, Ecuador fue el segundo país de Sudamérica en fundar su academia. El propósito de su fundación fue "la investigación lingüística, la evolución del idioma, la aparición y aceptación de neologismos y la atención a términos que van cayendo en desuso e informando de estos trabajos a la Real Academia Española y a las otras Academias Correspondientes de la Lengua se encuentran entre sus principales objetivos." La relación con Cevallos sería cercana y sobre Mera y su relación con el castellano resaltaría el americanismo contra el marcado afrancesamiento que dominaba en aquella época, en resumen Mera anda: "promoviendo una como revolución contra los escritores afrancesados, dueños al presente del encanto y agasajo de la moda."

### Historia y geografía
Además de la literatura, dedicó varios escritos a la historia y geografía. Destacan tres libros, su "Catecismo" de la geografía de la República del Ecuador, un documento importante de valor pedagógico, basado en las investigaciones del geógrafo Manuel Villavicencio. Su formato, como lo describe el título es uno de preguntas y respuestas para ser lo más accesible al público al que estaba dirigido, es decir los jóvenes de su país. Además dedicaría una biografía a Gabriel García Moreno, a quien ya había dedicado un poema titulado "Héroe mártir" en 1976. Sus escritos sobre el expresidente muestran su lealtad y filiación al partido conservador. Continuó la labor histórica que había empezado Cevallos y que sería publicado póstumamente titulado "Dictadura y Restauración en la república del Ecuador",que narra el periodo desde su asesinato hasta los años posteriores del gobierno de Veintimilla y su derrocamiento.

### El modernismo y la ciencia

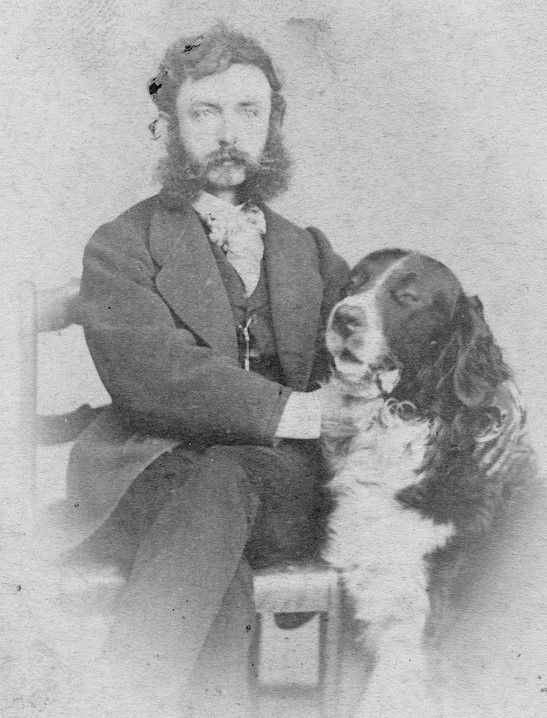
Retrato de Juan León Mera, junto a un perro (c. 1870).

Después de la muerte de García Moreno el papel de Mera fue cambiando, si bien nunca se desvinculó de la política ni dejó de escribir, si perdió un poco el protagonismo anterior. A la etapa final y más madura de su obra corresponde la serie de artículos recopilados dentro del título "Tijeretazos y plumadas". Ahí Mera muestra sus aptitudes para la sátira y la burla en varios de sus escritos con distintos temas, como el título lo sugiere. También se puede ver la recepción que tuvo el autor de la influencia francesa dentro de la naciente poesía modernista de esa época en el continente que según su juicio "ha invadido la América española más de lo necesario". Y el hecho es que los cambios no solo se darían en el ámbito literario sino también en lo científico y político ya que la revolución liberal estaba fraguándose y con eso el mundo del Ecuador del siglo XIX daría un giro del que no retornaría. Con la separación de la Iglesia y el Estado, el proyecto de unidad nacional que tenía como centro a la Iglesia católica cambiaría por una opción más secular. Por otro lado, respecto al desarrollo científico, Mera no era ajeno al desarrollo de la ciencia ficción en literatura como fueron los escritos de Julio Verne o de la obra Frankenstein. Esto en Ecuador en concreto había empezado a desarrollarse a partir de la visita de Darwin a las islas Galápagos, lo que desencadenó un debate sobre el darwinismo en Ecuador. A través de la creación de la Escuela Politécnica Nacional, en 1871 se empezaría a enseñar la teoría de la evolución, lo que le traería problemas a Theodor Wolf. Mera, en su posición de católico, era escéptico de los efectos positivos que esto traería a la sociedad. Sus opiniones las expresaría a lo largo de sus escritos y en "Tijeretazos y plumadas" desarrollaría una historia alrededor de "Moscorrofio", un personaje con el poder de hacer trasplantes y transformar su cuerpo y mente. Haciendo uso de los descubrimientos científicos decimonónicos mostraba un "poder de mil poderes". Esto mostraba los peligros de la ciencia a juicio de Mera que se multiplicaban si estaban atados a teorías utópicas.

### Casa Museo

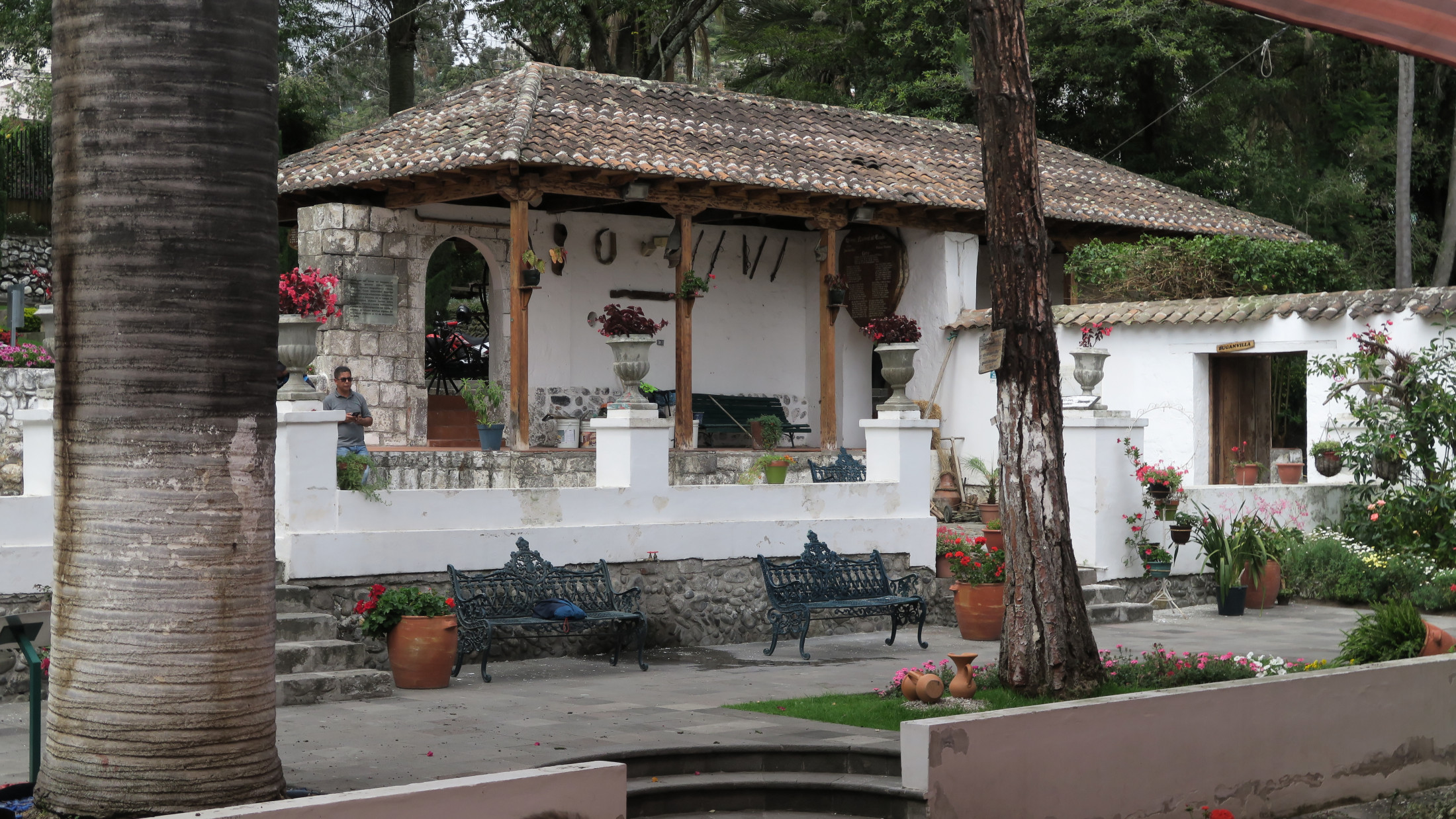
Quinta de Juan León Mera

Muchos de sus escritos se desarrollaron en su quinta en Ambato. Ahí además desarrollaría su interés por el agro, algo que compartía con su yerno Luis A. Martínez y además serviría para inspiración de sus novelas. Su hacienda fue convertida en museo, donde se expone su vida, su historia en su casa-museo "Quinta de Juan León Mera". Ahí además se se exhiben sus pertenencias, se muestran algunas de sus pinturas costumbristas, siempre orientadas al paisajismo y también se difunde su historia y legado dentro de ese país. Además ahí se conservan los materiales con los que se construyó en la época colonial: la teja, el adobe y la madera, que sería construida en 1874 y terminada diez años más tarde. Del total de nueve hectáreas de su propiedad, cerca de dos fueron destinadas a un Jardín Botánico, que comparte con la familia Martínez, debido al matrimonio de la hermana de Juan León Mera con Luis A. Martínez, quien además viviría ahí sus últimos días falleciendo a los 49 años de edad.

## Afiliaciones y cargos

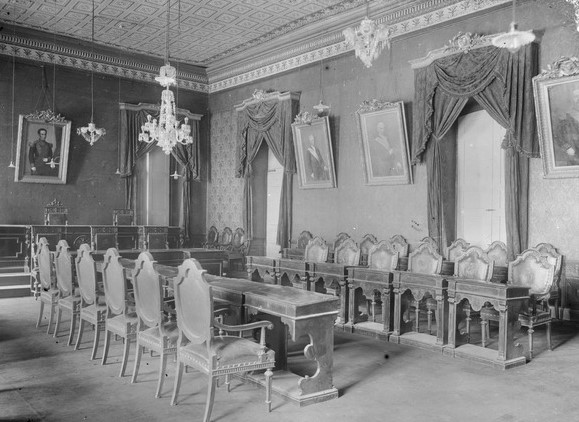
El Salón del Senado a inicios del, que se encontraba en la cabecera sur del Recinto Legislativo de Carondelet.

### Cargos públicos
- Secretario del Consejo de Estado -1860
- Administrador de Correos de Ambato -1863
- Oficial Mayor del Ministerio de lo interior 1866 -1867
- Gobernador del Tungurahua -1873 -1890
- Ministro del Tribunal de Cuentas de Quito -1875 -1894
- Gobernador de León -1890
- Presidente del Tribunal de Cuentas de Quito -1891

### Cargos políticos
- Diputado por Tungurahua -1861
- Secretario de la Cámara del Senado -1865 -1866
- Senador por Tungurahua -1883
- Vicepresidente del Senado -1883
- Senador por Pichincha -1886
- Presidente de la Cámara del Senado -1886.

### Instituciones culturales
- Presidente del Ateneo de Quito -1890-1891.
- Miembro de la Academia Ecuatoriana de la Lengua
- Miembro de la Academia de Buenas Letras de Sevilla

## Listado de obras
Las publicaciones de Mera es amplia y comprende varios géneros y temas entre los que encontramos:

### Novelas
- Cumandá o un drama entre salvajes (1879), 233 p.
- Novelitas Ecuatorianas (1909 reeditado) 276 p.

### Crítica literaria
- Ojeada histórico crítica de la poesía ecuatoriana (1893), 646 p.
- Cantares del pueblo ecuatoriano (1892), 367 p.
- Obras selectas de la Monja de México Sor Juana Inés de la Cruz, (1873) 402 p.

### Himnos, poemas y cantos
- Afectos íntimos (1859)
- La virgen del sol (1861), 238 p.
- Himno Nacional del Ecuador (1865)
- La Iglesia católica, boceto de un poema (1874), 47 p.
- Mazorra, leyenda original, por el trovador de la selva (1875), 52 p.
- El héroe mártir, canto a la memoria de Gabriel García Moreno (1876), 17 p.
- Últimos momentos de Bolívar (1883), 25 p.
- Melodías indígenas (1887), 100 p.
- Poesías (1892), 444 p.
- Poesía devota (1895), 190 p.

### Historia y geografía
- Catecismo de geografía de la República del Ecuador (1875), 131 p.
- Catecismo explicado de la Constitución de la República del Ecuador (1894), 89 p.
- Gabriel García Moreno, biografía (1904), 248 p.
- La dictadura y la restauración de la República del Ecuador (1884), 278 p.

### Artículos
- Tijeretazos y plumadas (1903 reeditado), 245 p.
- La escuela doméstica (1908 reeditado). 201 p.

### Biografías
- Juan León Mera o el hombre de cimas (Biografía). Darío Guevara, Ministerio de Educación Pública (1965), 296 p.
- Juan León Mera, íntimo correspondencia familiar del autor del himno nacional: 1848-1889. Wilson Vega y Vega (2007), 480 p.
- Vida ejemplar y obra fecunda de Juan León Mera. Victor Manuel Garcés, Editorial Pio XII, (1963) 203 p.
- Epistolario de Cevallos a Mera. Pedro Fermín Cevallos, Editorial Pio XII, (1996), 626 p.
- Coloquio Internacional "Juan León Mera" 25-28 octubre 1994. Editorial Casa de Montalvo (1998), 788 p.

### Estudios sobre su obra
- Juan León Mera una visión actual. Julio Pazos Barrera, Corporación Editora Nacional (1995), 222 p.
- Juan León Mera, exponente típico del romanticismo ecuatoriano. Rodolfo Agoglia, Universidad Pontificia de Salamanca (1983), 282 p.
- La estética de Juan Léon Mera y su aproximación a la novela Cumandá, Ronald Louis Aerts, University of Georgia (1990), 116 p.
- La vision ideal de Juan León Mera en Cumandá. Samuel-Louis Bandy, Northern Illinois University (2007), 84 p.
- El himno nacional de Juan León Mera su historia y exaltación. Aurelio Espinosa Pólit (1953)
- Novelistas Imprescindibles - Juan León Mera. August Nemo, Tacet Books, (2020) 150 p.
- Juan León Mera y la conquista. Reinaldo Miño Vaca, Consejo Provincial de Tungurahua, (1993), 452 p.
- Hispanoamérica y sus paradojas en el ideario filosófico de Juan León Mera. Catalina León, UASB (2001), 92 p.
- The Influence of Chateaubriand on Juan Leon Mera in the Novel Cumanda O Un Drama Entre Salvajes. Clifford Joseph McCauley, Louisiana State University, Baton Rouge (1953)
- Juan León Mera y la modernidad educativa del Ecuador en el período garciano (1860-1875). Rocío Rosero Jácome, Universidad Internacional SEK Chile (1995)
- The Influences of Bernardin De Saint-Pierre, Chateaubriand and James Fenimore Cooper in Juan Leon Mera's 'Cumanda'. Jose Enrique Puente, Louisiana State University (1971)